# مذاکرات برای پایان دادن به آپارتاید در آفریقای جنوبی

اف. دبلیو. کلرک و نلسون ماندلا ژوئیه ۱۹۹۳, در حین نهایی شدن مذاکرات، در فیلادلفیا و آماده شدن برای دریافت مشترک مدال آزادی.

نظام آپارتاید در آفریقای جنوبی از طریق یک سری مذاکرات دوجانبه و چند جانبه بین سال‌های ۱۹۹۰ و ۱۹۹۳ پایان یافت. اولین انتخابات غیر نژادی آفریقای جنوبی در سال ۱۹۹۴ برگزار شد که جنبش آزادیبخش کنگره ملی آفریقا (ANC) به پیروزی رسید.
اگرچه در دهه‌های ۱۹۷۰ و ۱۹۸۰ ژست‌هایی برای مذاکره وجود داشت، اما این روند در سال ۱۹۹۰ شتاب گرفت، زمانی که دولت اف. دبلیو. کلرک گام‌های یکجانبه‌ای به سمت اصلاحات برداشت، آزادی نلسون ماندلا از زندان و لغو ممنوعیت فعالیت ANC و سایر سازمان‌های سیاسی از جمله این اقدامات بود.
در سال‌های ۱۹۹۰–۱۹۹۱، «مذاکرات برای مذاکرات» بین کنگره ملی آفریقا و دولت، پیش‌شرط‌هایی را برای مذاکرات اولیه ایجاد کرد. اولین توافق چند جانبه در مورد مطلوبیت حل و فصل از طریق مذاکره، توافقنامه صلح ملی در سال ۱۹۹۱ بود که در اواخر همان سال با ایجاد کنوانسیون چند حزبی برای آفریقای جنوبی دموکراتیک (CODESA) تثبیت شد. با این حال، دومین جلسه عمومی CODESA، در ماه مه ۱۹۹۲، بر سر مسائل مربوط به خودمختاری منطقه‌ای، خودمختاری سیاسی و فرهنگی و فرایند تصویب قانون اساسی با بن‌بست جدی مواجه شد.
کنگره ملی آفریقا به برنامه اقدام جمعی بازگشت، به امید اینکه از حمایت مردمی خود استفاده کند، اما پس از قتل‌عام بویپاتونگ، در ژوئن ۱۹۹۲ به طور کامل از مذاکرات خارج شد. این قتل‌عام نگرانی‌هایی از همدستی دولت از طریق استفاده از نیروی سوم تحت حمایت دولت که برای ایجاد بی‌ثباتی بوجود آرود. در واقع، خشونت سیاسی تقریباً در طول مذاکرات ادامه داشت - افراط‌گرایان سفیدپوست و جدایی‌طلبان حملات دوره‌ای را انجام دادند و درگیری‌های منظمی بین حامیان ANC و حامیان حزب آزادی اینکاتا (IFP) رخ داد. با این حال، گفتگوهای دوجانبه فشرده منجر به یک سند تفاهم دوجانبه جدید شد که بین ANC و دولت در سپتامبر ۱۹۹۲ امضا شد، که راه را برای مجمع مذاکرات چند جانبه نهایی موفق از آوریل تا نوامبر ۱۹۹۳ آماده کرد.
اگرچه کنگره ملی آفریقا و حزب ملی حاکم، چهره‌های اصلی مذاکرات بودند، اما در ایجاد اجماع نه تنها در میان حوزه‌های انتخابیه‌شان، بلکه در میان سایر گروه‌های شرکت‌کننده، به‌ویژه گروه‌های چپ‌گرای سیاه‌پوست، گروه‌های سفید راست‌گرا و محافظه‌کاران با مشکلات جدی مواجه شدند. رهبران بانتوستان‌ها و کوازولو از جمله این دسته هستند. چندین گروه، از جمله IFP، مذاکرات را تحریم کردند، اما مهم‌ترین آنها در نهایت با شرکت در انتخابات ۱۹۹۴ موافقت کردند.